# Люрса, Жан
Жан-Мари Огюст Люрса (фр. Jean Lurçat; 1 июля 1892, Брюйер, Вогезы — 6 января 1966, Сен-Поль-де-Ванс) — французский художник, керамист, художник текстиля, реформатор шпалерного искусства. Брат архитектора Андре Люрса.

## Биография
Сын работника почты, Жан Люрса окончил общеобразовательную школу в Эпинале, поступил на медицинский факультет Университета Нанси, совершил путешествие в Швейцарию и Германию (Мюнхен). Оставил учёбу в университете, поступил в мастерскую Виктора Пруве, главы художественной школы Нанси. В 1912 году вместе с братом Андре переехал в Париж и учился в Школе изящных искусств и в академии Коларосси. Люрса познакомился с Матиссом, Сезанном, Ренуаром, завязал близкие отношения с Рильке, Бурделем, Эли Фором: с ними он основал художественный журнал «Feuilles de mai». Люрса учился у художника-фрескиста Жана-Поля Лаффита, вместе с ним в 1914 году он выполнил своё первое произведение в монументальной живописи — оформление La faculté des sciences de Marseille. Первая поездка Люрса в Италию в 1914 году была прервана из-за начала войны. Он вернулся во Францию, был зачислен в пехоту, но по болезни эвакуирован 15 ноября. Во время лечения в Сансе, в 1915 году, занимался живописью и осваивал литографию. Написал несколько антивоенных статей для газеты, издававшейся в Швеции, был подвергнут аресту за свои пацифистские взгляды. Вернулся на фронт в июле 1916 года, участвовал в битве при Вердене, был ранен, после этого не воевал.
В сентябре 1916 года Люрса выставил свои работы в Цюрихе. В 1928 году был участником выставки «Современное французское искусство» в Москве. В этом же году, выражая свои симпатии к СССР, художник принес в дар Государственному музею нового западного искусства (ГМНЗИ) ряд своих произведений. В 1934 году в Москве состоялась его персональная выставка. Люрса также посетил Харьков и Ленинград. В 1935 году Люрса, став секретарем изосекции общества «Новая Россия», осуществлял работу по организации выставки французских художников в Москве.

## Реформа шпалерного ткачества
Люрса вместе с другими художниками в конце 1920-х — начале 1930-х годов принял участие в попытке Мари Кюттоли (фр. Marie Cuttoli), жены вице-президента французского сената, дать искусству шпалеры новую жизнь. В 1933 году она обратилась к известным художникам с предложением создать эскизы для изготовления шпалер мастерскими в Обюссоне. К проекту были привлечены Руо, Матисс, Брак, Дюфи, Леже, Пикассо, Дерен. Однако попытка была неудачной, всё было сведено к обычному воспроизведению живописных полотен в новом материале. По определению Жоржа Руо, картон здесь выступал как «упрощенное подобие картины». Исключение составили работы Люрса и Куто, попытавшихся создать эскизы с учётом специфики шпалеры.
Через некоторое время Люрса, решив связать своё творчество с искусством шпалеры, обратился к опыту мастеров средних веков. В 1938 году он начал изучение цикла шпалер «Анжерский апокалипсис». Основы профессии ткача Люрса осваивал под руководством потомственного мастера обюссонской мануфактуры Франсуа Табара (фр. François Tabard), ставшего впоследствии его другом и помощником. В 1939 году Люрса вместе с П. Дюброем и М. Громером (фр.) поселился в Обюссоне. Мастерская Табара стала площадкой, где испытывались новые приёмы ткачества, претворялись в жизнь новые идеи. Люрса вывел четыре основных принципа успеха современной шпалеры: убеждённый в коренном отличии её природы от природы живописи, художник считал, что она просто не может точно копировать картину. Шпалера вплотную связана с архитектурной средой, для которой предназначена, она должна быть согласована с назначением сооружения: «Мы получаем заказ. Мы — приглашённые, а приглашение обязывает к такту, к адаптации». Картон выполнялся в натуральную величину будущей шпалеры, вместо живописного вводился картон с обозначением пронумерованных областей разного цвета контурами. Количество цветовых оттенков, в которые окрашивались нити, резко ограничивалось, их было около сорока (для сравнения: в 1740 году ткачи использовали до 373 оттенков; в 1780 — 587, а в 1850 — 889). Каждому оттенку присваивался свой номер, таким образом Люрса боролся с копированием живописи в шпалере. Плотность плетения приближалась к плотности плетения средневековых изделий, нити основы и утка утолщались. Уменьшение плотности ткачества имело не только чисто декоративный, но и экономический эффект — скорость исполнения шпалер возросла до 1 м в месяц, снизилась стоимость продукции, которая стала доступна более широкому кругу заказчиков.
В то время, когда Люрса серьёзно занялся возрождением традиционного французского ремесла, шпалерное ткачество переживало кризис. Шпалера вышла из моды, известные художники не проявляли к ней интереса, ткацкие мастерские закрывались, так как на их продукцию не было спроса. Тем не менее Люрса пришлось столкнуться с непониманием со стороны мастеров-ткачей, гордившихся своим умением передавать в шпалере живописный эскиз любой степени сложности. Преодолеть неприятие реформы помогло тесное взаимодействие с непосредственными исполнителями замысла художника, постижение проблем, с которыми они сталкивались в своей работе, повышение общего культурного уровня ткачей. Благодаря Люрса и его сотрудникам Обюссон был «спасён от безработицы, прозябания».
В 1945 году Люрса основал Ассоциацию художников-картоньеров Франции. Он стал одним из создателей Международного центра старинной и современной таписерии CITAM (Лозанна, 1961) и инициатором проводимых CITAM с 1962 года Биеннале таписерии — крупнейшего смотра мастеров, работающих в области художественного ткачества.
По словам самого Люрса, он воспитал около ста художников-картоньеров из разных стран. Однако наиболее последовательно воплощали в жизнь его теорию, оставаясь в то же время мастерами с неповторимым авторским почерком, Жан Пикар-Леду (фр.), Марк Сен-Санс (фр.), Марсель Громер, Дом Робер (фр.).
Жан Люрса вывел искусство шпалеры на новый уровень и стал первым художником современной шпалеры. Он создал около тысячи картонов для шпалер. Последняя его работа — грандиозный цикл «Песнь Мира», законченный уже после его смерти.